# Терминал Астафьева
«Терминал Астафьева» — российская компания, специализирующаяся на грузоперевозках (в первую очередь на перевалке сыпучих грузов) и владеющая морским терминалом в Находке.  Терминал создан в 2011 году и к настоящему времени располагает высокотехнологичной портовой и производственной инфраструктурой. В 2018 году терминал по перевалке вышел на норматив в 2,9 млн тонн угля в год. По итогам 2023 года материнская компания «Терминала Астафьева», ГК «Аква-Ресурсы», вошла в пятерку крупнейших контейнерных перевозчиков Дальнего Востока. 

## История
Терминал по перевалке сыпучих грузов на Мысу Астафьева был создан в советские годы для обеспечения энергией местных предприятий по добыче и переработке рыбы, а также жилого микрорайона .
После распада Советского Союза терминал был полностью разрушен, а на его территории осуществлялась скупка и отгрузка чёрного лома на экспорт в азиатские страны. Терминал был полностью реконструирован в 2010 году.
Компания  АО «Терминал Астафьева», как и сам мыс, названа в честь Якова Астафьева, штурмана корабля Военно-Морского Флота Российской империи «Америка»..

## Деятельность
Предприятие производит выгрузку сыпучих грузов с железнодорожных вагонов и их погрузку на корабли. Отгрузка груза производится с помощью кранов-манипуляторов, с июля 2019 года погрузка угля в трюм производится при помощи телескопической судопогрузочной машины Telestak. В декабре 2019 года введена в эксплуатацию конвейерная линия закрытого типа, произведенная по индивидуальному заказу АО «Терминал Астафьева» в Республике Корея компанией UtilTech.Терминал имеет выход на железнодорожную станцию «Мыс Астафьев».
В августе 2023 года начался монтаж и ввод в эксплуатацию первого на Дальнем Востоке полностью электрического крана, чья производительность достигает 30 циклов в час. Данный кран позволит обслуживать крупные суда вплоть до post-Panamax класса.

### Экология
На терминале используются современные технологии для защиты окружающей среды:
- орошение водяной пылью складов и мест разгрузки угля,
- специальные пологи по всей длине причала, чтобы исключить загрязнение акватории.

Для пылеподавления внедрены такие решения, как двухуровневый контур пылеветрозащитных экранов (высотой до 23 метров) со стороны моря, постоянная работа двух десятков снежных пушек и пылесборной машины Centurion.
В рамках выполнения поручения президента РФ о переходе на защищенный тип перевалки угля на «Терминале Астафьева» начали работать:
- конвейерная линия закрытого типа для погрузки на суда;
- центр управления экологической безопасностью;
- сертифицированная лаборатория.

## Планы модернизации
С 2020 года «Терминал Астафьева» реализует четвертый этап программы модернизации терминала — строительство полностью закрытого навеса над зоной выгрузки железнодорожного фронта. В декабре 2022 года было начато строительство финального, четвертого блока навеса. Уже выполнены конструкции капителей и опор навеса, началась сборка металлоконструкций навеса над зоной выгрузки железнодорожного фронта, изготовленных по индивидуальному заказу мировым лидером по производству объемных конструкций — испанской компанией Gaptek. Партнерами по проекту выступают также Marubeni Corporation и Schade Lagertechnik. 
В январе 2021 года проект получил высокую оценку общероссийской общественной организации «Зеленый патруль». В результате компания и организация подписали «Зеленую декларацию», которая обеспечивает доступ независимых экспертов на производственную площадку порта, а также содействие в проведении экспертных оценок результатов программы по переходу на защищенный тип перевалки.
| Технические параметры терминала                 | 2012      | 2013      | 2015      |
| ----------------------------------------------- | --------- | --------- | --------- |
| Грузооборот (млн. тонн угля в год)              | 1 500 000 | 3 000 000 | 6 000 000 |
| Объём единовременного хранения угля (тыс. тонн) | 115       | 150       | 250       |
| Производительность погрузки судов (тонн в час)  | 500       | 600       | 2000      |
| Фронт единовременной вместимости вагонов        | 88        | 150       | 300       |
| Объём суточной выгрузки вагонов                 | 60        | 150       | 300       |
| Глубина фарватера (м)                           | 10,54     | 10,54     | 12,54     |

Работы по проектированию конвейерной системы выполняет корейская компания.

### Модернизация ж/д станции
Модернизацией станции «Мыс Астафьева» займется созданная специально для этого проекта управляющая компания. Сотрудничество портов Приморского края и РЖД по реконструкции станции в Находке станет пилотным проектом для России.
Инициатива о проведении совместных работ предприятиями в 2019 году была представлена директору — председателю правления ОАО «РЖД» Олегу Белозерову и была одобрена и поддержана руководством Российских железных дорог.